# 對於2023年臺灣＃MeToo運動的反應
在2023年臺灣＃MeToo運動中，來自臺灣公眾人物和媒體對此做出反應。

## 政府機關
早在6月1日，中華民國總統蔡英文譴責性騷擾事件，並支持民主進步黨調查案件。6月2日，蔡英文透過臉書向社會道歉，表示身為前任民主進步黨主席責無旁貸。6月6日，蔡英文再次為性騷擾事件道歉，將就三個方向改革性別平等機制，以塑造更安全的社會。行政院院長陳建仁表示對於性騷擾事件零容忍，且應建立安全有責的通報機制。行政院副院長鄭文燦則同樣致歉，認為確實有處理不當的地方，並表示朱學恆解釋是喝醉的態度很難被接受。
對於性騷擾事件頻傳，立法院院長游錫堃表示臺灣是民主社會，大家願意去反省，並呼籲社會共同反省與改進。監察院院長陳菊表示，遭指控性騷擾的洪智坤要給予最嚴厲譴責，不可原諒。監察院國家人權委員會呼籲政府完備申訴機制，並傾聽性騷擾受害者的意見。隨著性騷擾事件延燒到校園，中華民國教育部重申對於性別事件「零容忍」，要求落實嚴謹的調查程序。對於蔡沐霖隱匿性騷擾案，勞動部政務次長李俊俋表示，勞動部對這樣的事情零容忍；同時指出職場任何騷擾都是性騷擾，雇主須負起責任處理。
最初對於民主進步黨性騷擾案件，臺北市政府勞動局發文民主進步黨中央黨部，要求6月5日前回報處理情形。而若經性別平等委員會審議處理不當，最重可罰50萬元。民主進步黨再爆性騷擾案後，臺北市政府勞動局發文要求6月6日前回報。而民主進步黨性騷擾案衍生職場霸凌，臺北市政府勞動局勞動檢查處前往稽查，限期1個月改善。民主進步黨表示會配合相關規定，30日內完成自我檢查。在中國國民黨智庫特約副研究員曾柏文被指控性騷擾後，臺北市政府勞動局也要求中國國民黨回報處理情形。另外臺北市政府勞動局勞動檢查處前往工務局公園路燈工程管理處實施勞動檢查，並限期1個月改善。
臺北市市長蔣萬安表示絕不容許民主進步黨拖延說明，並要求盡快查明駐衛警察性騷擾真相，若有處理不當會嚴懲。高雄市市長陳其邁對於性騷擾案件頻傳，則表示任何政黨都要勇於檢討。同時他表示，若高雄市公務員遭到性騷擾一案涉及不法，一定會嚴懲嚴辦。針對空服員外站遭到性騷擾案，桃園市政府則函送至中央主管機關衛生福利部研議，希望讓裁罰有所根據。對於易俊宏和洪智坤遭指控性騷擾，臺南市市長黃偉哲證實前者調查成立並將裁罰，而後者已經從臺南市政府顧問離職。另外，花蓮縣議員則呼籲#MeToo運動在臺灣發酵，並成為民眾基本意識。
勞動部長許銘春表示，勞動部將推出性騷擾受害人申訴指引，研擬提高企業負責人的處罰，進行相關的輔導和宣導，並將性騷擾防治列為勞動檢查的重點。

### 性平三法
2023年6月6日，對於性別平等事件，行政院院長陳建仁下令檢討法規、並建立申訴機制。陳建仁隨後更表示會在立法院下個會期一開議就將《性別平等教育法》、《性別工作平等法》和《性騷擾防治法》（合稱「性平三法」）修法草案送進立法院。行政院官員指出，性平三法修法已持續進行，未來對雇主為加害人將加重處罰，且為保護被害人，減少陳述過程的傷害，同一事件也將統一處理。立法院國民黨團則主張立法院臨時會就處理性平修法，不應延宕至下一個會期。6月12日，立法院朝野黨團協商達成決議，7月將召開第2次臨時會處理「性平三法」等相關修法。
2023年7月13日，行政院院會通過「性平三法」修正草案，分層級重罰權勢性騷者，包含行政罰最高新台幣100萬元、懲罰性賠償最重5倍，以及最重3年徒刑，並禁止教職員與學生發展違反專業倫理關係。2023年7月底，性平三法先後完成三讀，除了重罰權勢性騷，也強化外部申訴及監督機制，避免吃案。2024年3月8日，性平三法正式施行。

### 立法委員行為法
2024年3月，民主進步黨立法委員范雲、林宜瑾、林月琴提出提出《立法委員行為法》第7條條文修正草案，規範立委不得有性騷擾或性別歧視的言詞或行為，但在後續立法過程中五度遭到中國國民黨阻擋，強制散會。

## 政黨反應

### 民主進步黨
民主進步黨對於民主進步黨黨工性騷擾案道歉，並立即升高層級處理和檢討，希望避免信任衝擊。其中，民主進步黨主席賴清德向受害者致歉，表示對於性騷擾採取零容忍原則，並強調追究當事人責任、深刻反省。賴清德還提出三項性別平等革新方案（建立直接申訴窗口、零容忍的處理原則、立即修改黨內規章），重申嚴肅面對、並秉持黨內一貫原則處理性騷擾案件，且不會因為選舉考量而有任何改變。其後，賴清德還指示三項有關性別平等事件的工作，包括民主進步黨主席也要參加教育課程。
與此同時，民主進步黨強化內部性別平等機制，並提出「性平改善與性騷防治加強方案」草案，加強「防治」及「救濟」；同時聲明黨務主管假若對性騷擾案知情不報、或隱匿性騷擾案，將一律開除，並且永不任用。民主進步黨性平事件調查小組還表示受害者不用怕法律戰術，將提供法律團隊做後盾，並支付司法程序與心理諮商費用。同時間，泛綠陣營民意代表同聲譴責吃案，認為這已經牴觸民主進步黨精神價值。民主進步黨立法委員劉世芳還表示，民主進步黨立法院黨團已經檢討性騷擾處理管道，若需要修法會盡速提出。
不過由於薛朝輝、蔡沐霖、陳右豪等涉及性騷擾案者均聲明將會提告，民主進步黨內部也聯合譴責。民主進步黨立法委員賴品妤、臺北市議員吳沛憶、社會民主黨臺北市議員苗博雅等7人發表聲明，決定為政壇性別平等事件受害者提供法律援助。另一方面，民主進步黨立法委員范雲召集婦女、法律等團體，提供性騷擾受害者心理或法律諮詢。對於在任期間傳出性騷擾吃案，前民主進步黨主席卓榮泰在臉書致歉，表示將會完全承受及自我檢討。曾聘僱易俊宏的臺南市議員林依婷則對用人不明致歉。
在林男固因為涉嫌性別平等事件請辭後，臺北市議員何孟樺呼籲正視性騷擾調查機制，前婦女部主任蔡宛芬則回應曾經通報主管、採取補救措施。前副秘書長林飛帆證實確有接獲前黨工性騷擾案的報告，然而忽略查明相關單位稱當事人不申訴的原因，需要檢討疏失和致歉。對於這一部分，民主進步黨秘書長許立明表示還需要釐清，泛藍陣營則批評林飛帆督導性騷擾案不力，要求退選立法委員。民主進步黨則呼籲特定政黨自我檢視性別平等機制，不要惡意攻擊、見縫插針。民主進步黨性別平等調查表示許嘉恬存在疏漏，林飛帆並未違背規定。

### 中國國民黨

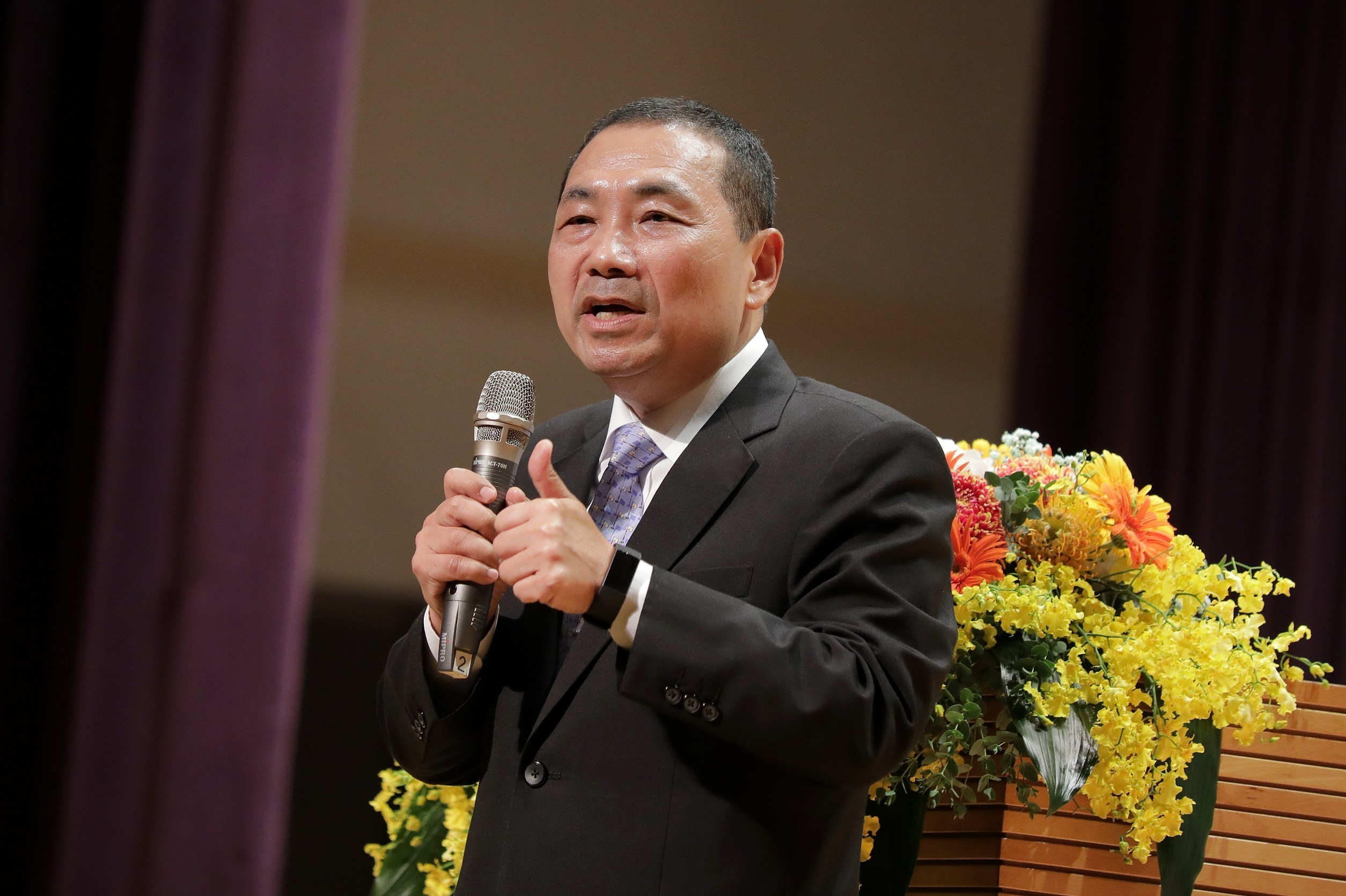
中國國民黨總統參選人、新北市市長侯友宜批評民主進步黨處理性騷擾案的方式。

對於民主進步黨連環爆出黨工遭到性騷擾，中國國民黨指出性騷擾案是公共議題，並嚴正譴責民主進步黨、要求徹查。中國國民黨主席朱立倫表示賴清德要給社會交代，而中國國民黨內部已經訂定機制而不會逃避。中國國民黨發言人楊智伃則支持受到性騷擾、性霸凌的女性勇於發聲。中國國民黨婦女部主任李彥秀表示，過去民主進步黨高舉性別平等旗幟，現在卻變成加害者。而為了建立性別平等的環境，中國國民黨表示會繼續守護性別平權、強化其性別平等救濟機制，並且在未來修法補上漏洞。中國國民黨中央委員會考核紀律委員會主任委員黃怡騰則表示，違反法令的黨員將會進行懲處。
中國國民黨總統參選人、新北市市長侯友宜批評民主進步黨以包庇形式處理性騷擾案，違反性別平權而應該要檢討；同時質疑民主進步黨與加害者的利益共生關係，表示賴清德應出面說明清楚。侯友宜還表示性騷擾不能姑息，人身自主權也不容侵害，呼籲受害者勇敢站出來。侯友宜競選工作室也表示性別平權不該淪為口號。不過新北市議員戴瑋姍表示侯友宜是雙重標準、見獵心喜。對於前民主進步黨黨工遭到性騷擾，臺中市市長盧秀燕擔心受害者不只1人，並表示社會將譴責加害者。
在鏡文學總經理董成瑜指控中國國民黨立法委員傅崐萁性騷擾後，侯友宜呼籲中國國民黨中央黨部主動介入調查，並以高標準看待，絕不寬貸。前臺北市市長郝龍斌則認為傅崐萁要坦然面對，清楚說明。中國國民黨最初表示歡迎提供資訊、絕對不會護短，其後中央黨部從受害者角度啟動內部性別平等調查機制，並加強宣導。中國國民黨立法委員王鴻薇和臺北市議員李彥秀聲援遭朱學恆強摟強吻的鍾沛君。對於臺灣臺北地方法院判決陳雪生性騷擾，中國國民黨則表示沒有撤銷提名問題，王鴻薇則表示不適合要求退選。
在民主進步黨接連傳出性別平等事件後，中國國民黨立法院黨團總召曾銘宗表示總統蔡英文、卓榮泰應該出面道歉。中國國民黨立法院黨團表示曾提案檢討性騷擾機制，但被民主進步黨立法委員反對，民主進步黨立法院黨團則譴責是抄襲行政院公開資訊。隨後中國國民黨立法院黨團表示檢討提案早於行政院新聞稿，要求民主進步黨立法院黨團公開道歉，後者則認為這是政治操作。對於民主進步黨立法委員范雲批評中國國民黨反對性騷擾是笑話，曾銘宗表示可以調出立法院院會表決影片。中國國民黨還呼籲朝野政黨檢視《性別平等教育法》、《性別工作平等法》和《性騷擾防治法》，如果有必要便討論修法。

### 臺灣民眾黨
臺灣民眾黨主席柯文哲表示黨內2022年也傳出性騷擾，但第一時間就處理。不過曾被前臺灣民眾黨副秘書長鄞楷謙性騷擾的組織發展部網路組副組長鍾棠芝，則質疑柯文哲的說法。臺灣民眾黨批評民主進步黨息事寧人的態度，已經對當事人造成二度傷害。柯文哲面對媒體詢問民眾黨立委邱臣遠被控性騷擾，並未回應。

### 時代力量黨
時代力量黨主席、立法委員王婉諭表示對這種事情發生在政治場域感到遺憾，並希望不要造成二度傷害。而對於劉仕傑遭到影涉性騷擾，時代力量中央黨部表示已經接獲其退黨聲明，但仍會繼續調查。而隨著宜蘭縣議員黃浴沂拒絕為嘲諷女消防員風波出席溝通會，時代力量表示會持續推動罷免行動。

## 教育機構
國立政治大學訂定「新進研究計畫專任人力具結書」，要求新進研究人員必須不涉及性平案件。

## 其他單位
勵馨社會福利事業基金會副執行長王淑芬指出，構成性騷擾的重點是對方的感受，事件發生後的同儕氛圍非常重要。現代婦女基金會執行祕書吳姿瑩呼籲，受害者第一時間要照顧自己的身心狀態。婦女新知基金會秘書長覃玉蓉則表示，政黨內部機制應該更為嚴謹。國立中山大學社會學系教授陳美華指出，性別主流化促使女性成為權力結構的一環，但部分女性決策者被結構改變。對於修法草案，臺灣臺北地方檢察署檢察官蕭永昌建議應強制立案，律師翁偉倫則建議最重可以開除加害者。精神科醫師楊聰財則呼籲將申訴期限延長為10年。
對於民主進步黨黨工遭到導演薛朝輝性侵，公共電視臺表示目前並無合作，並譴責性騷擾行為。《聯合報》記者陳右豪被指控曾性騷擾前民主進步黨黨工，《聯合報》則表示即日起停職。由於曾柏文曾任端傳媒評論總監，端傳媒亦針對事件調查並發表聲明，前端傳媒總編輯張潔平亦發文表達歉意。針對職場性騷擾，婦女團體還呼籲加強雇主輔導與受害者協助服務。不過對於強制雇主找尋專業團體處理性騷擾存在困難，勞動部表示可以討論藉由補助加強誘因。
2023年8月27日，來自中央大學、彰化師範大學、中山醫學大學等校的8名大學生在西門町發起「台灣MeToo遊行」，希望喚起更多關注和討論。